# István Mészáros
István Mészáros (Budapeste, 19 de dezembro de 1930 - 1 de Outubro de 2017) foi um filósofo húngaro e está entre os mais importantes intelectuais marxistas da atualidade. Professor emérito da Universidade de Sussex, na Inglaterra, onde ensinou filosofia por quinze anos, anteriormente foi também professor de Filosofia e Ciências Sociais na Universidade de York, durante quatro anos.

## Vida
István Mészáros (pronuncia-se AFI: [iʃtva:n me:sa:roʃ]) provém de uma família modesta, tendo sido criado pela mãe, operária, e, por força da necessidade, tornou-se ele também trabalhador em uma indústria de aviões de carga, quando mal entrava na adolescência. Com apenas doze anos, o jovem István alterou seu registro de nascimento para alcançar a idade mínima de dezesseis anos e ser aceito pela fábrica. Assim, como homem adulto, passava a receber maior remuneração que a de sua mãe, operária qualificada da Standard Radio Company (uma corporação transnacional estadunidense). A diferença considerável entre suas remunerações semanais foi a primeira experiência marcante e a mais tangível em seu aprendizado sobre a natureza dos conglomerados estrangeiros e da exploração particularmente severa das mulheres pelo capital.
Somente após o final da Segunda Guerra, em 1945, pôde de dedicar melhor aos estudos. Começou a trabalhar como assistente de Lukács no Instituto de Estética da Universidade de Budapeste, em 1951, e defendeu sua tese de doutorado, em 1954. Mészáros seria o sucessor de Lukács na Universidade, porém, após o levante húngaro de outubro de 1956 e com a entrada das tropas soviéticas na Hungria, exilou-se na Itália, onde lecionou na Universidade de Turim, indo posteriormente trabalhar na St. Andrews (Escócia), onde recebeu o título de Professor Emérito, em 1991.
Autor de obra vasta e significativa, ganhador de prêmios como o Attila József, em 1951, e o Isaac Deutscher Memorial, em 1970, Mészáros é considerado um dos mais importantes pensadores da atualidade. Sua experiência como operário que teve acesso aos estudos, na Hungria socialista, em meio às grandes tragédias do século XX, foi possivelmente determinante para a compreensão da educação como forma de superar os obstáculos da realidade: István assim como Donatella, sua companheira desde 1955, sempre militou em defesa da escola das maiorias, das periferias, aquela que oferece possibilidades concretas de libertação para todos.
Mészáros sustenta que a educação deve ser sempre continuada, permanente, ou não é educação. Defende a existência de práticas educacionais que permitam aos educadores e alunos trabalharem as mudanças necessárias para a construção de uma sociedade na qual o capital não explore mais o tempo de lazer, pois as classes dominantes impõem uma educação para o trabalho alienante, com o objetivo de manter o homem dominado. Já a educação libertadora teria como função transformar o trabalhador em um agente político, que pensa, que age e que usa a palavra como arma para transformar o mundo. Para ele, uma educação para além do capital deve, portanto, andar de mãos dadas como a luta por uma transformação radical do modelo econômico e político hegemônico. Estudioso das obras de Marx, Mészáros alerta que a sociedade só se transforma pela luta de classes, e é necessário romper com a lógica do capital, se quisermos contemplar a criação de uma alternativa educacional significativamente diferente. 
Antes de falecer, Mészáros trabalhava em uma livro de crítica radical à natureza/origem/função do Estado sob o capital, cujo título denotava uma reutilização do conceito de Estado de Hobbes (Para além do Leviatã: crítica do Estado) . O quanto o projeto estava adiantado antes de ele falecer, ainda não está claro.

## Intérpretes e recepção da obra de Mészáros no Brasil
István Mészáros e sua obra chegaram ao Brasil por meio do projeto editorial Ensaio em 1983. Nesta ocasião, centenário da morte de Marx, José Chasin produziu um material contendo o ensaio crítico, bastante original, de István Mészáros, chamado Política radical e transição para o socialismo: reflexões sobre o centenário de morte de Marx. Este escrito fora publicado posteriormente pela Ensaio no volume Cadernos Ensaio volume 1: Marx Hoje. Naquela ocasião, no mesmo ano, István Mészáros esteve no Brasil para conferências na Pontifícia Universidade Católica de São Paulo. A partir da década de 2000, as obras de Mészáros foram publicadas pela Editora Boitempo, sob responsabilidade de sua editora e organizadora da obra de Mészáros Ivana Jinkings. Atualmente, os principais debatedores da obra de István Mészáros no Brasil são Ricardo Antunes, Antonio Carlos Mazzeo, José Paulo Netto, Sérgio Lessa e Claudinei Cássio de Rezende. 

## Obras publicadas
- La rivolta degli intellettuali in Ungheria: dai dibattiti su Lukács e su Tibor Déry al Circolo Petöfi, 1958 (em italiano). Publicado no Brasil como A Revoluta dos Intelectuais na Hungria. Supervisão de Claudinei Cássio de Rezende. Boitempo, 2018 (em português).
- Attila József e l'arte moderna, 1964 (em italiano).
- Marx's Theory of Alienation, 1970 (em inglês). Publicado no Brasil como Marx: a teoria da alienação. Zahar, 1979, e Teoria da alienação em Marx. Boitempo, 2006 (em português).
- Aspects of History and Class Consciousness, 1971, editor  (em inglês).
- The Necessity Of Social Control, 1971. Isaac Deutscher Memorial Lecture (em inglês). Publicado no Brasil como A necessidade do controle social. Ensaio, 1996 (em português).
- Lukács Concept of Dialectic, 1972 (em inglês). Publicado no Brasil como O conceito de dialética em Lukács. Boitempo, 2013 (em português).
- Neo-colonial Identity and Counter-consciousness: Essays in Cultural Decolonisation, 1978 (com Renato Constantino) (em inglês).
- The Work of Sartre: Search for Freedom, 1979 (em inglês). Publicado no Brasil como A obra de Sartre: Busca da liberdade e desafio da História. Boitempo, 2012 (em português).
- Philosophy, Ideology and Social Science: Essays in Negation and Affirmation, 1986 (em inglês). Publicado no Brasil como Filosofia, ideologia e ciência social. Ensaio, 1996. (em português).
- Produção destrutiva e Estado capitalista. Ensaio, 1996 (em português).
- The Power of Ideology, 1989; nova edição em 2005 (em inglês). Publicado no Brasil como O Poder da ideologia, Boitempo, 2004. (em português).
- Beyond Capital: Toward a Theory of Transition, 1994 (em inglês). Publicado no Brasil como Para além do capital. Boitempo, 2003 (em português).
- A Educação para além do Capital. Boitempo, 2005 (em português).
- Socialism Or Barbarism: Alternative To Capital's Social Order: From The American Century To The Crossroads, 2001 (em inglês). Publicado no Brasil como O Século XXI - Socialismo ou barbárie?. Boitempo, 2004 (em português)
- The Challenge and Burden of Historical Time: Socialism in the Twenty-First Century, 2008 (em inglês). Publicado no Brasil como O desafio e o fardo do tempo histórico: O socialismo no século XXI. Boitempo, 2007 (em português).
- Filosofia, ideologia e ciência social: Ensaios de negação e afirmação. Boitempo, 2008 (em português).
- The Structural Crisis of Capital (2009) (em inglês). Publicado no Brasil como A crise estrutural do capital. Boitempo, 2009 (em português).
- Historical Actuality of The Socialist Offensive (2009) (em inglês). Publicado no Brasil como Atualidade histórica da ofensiva socialista: Uma alternativa radical ao sistema parlamentar. Boitempo, 2010 (em português).
- Social Structure and Forms of Consciousness, Volume I: The Social Determination of Method (2010) (em inglês). Publicado no Brasil como Estrutura Social e Formas de Consciência VOl. 1. Boitempo, 2010 (em português).
- Social Structure and Forms of Consciousness, Volume II: The Dialectic of Structure and History (2011) (em inglês). Publicado no Brasil como Estrutura Social e Formas de Consciência VOl. 2. Tradução: Rogério Bettoni. Boitempo, 2011 (em português).
- A montanha que devemos conquistar. Boitempo, 2013 (em português).
- Para além de Leviatã: Crítica do Estado. Boitempo, 2021 (em português - obra póstuma).